# デキピエンスノコギリクワガタ
デキピエンスノコギリクワガタ(Prosopocoilus decipiens)は、甲虫目クワガタムシ科ノコギリクワガタ属に属するクワガタである。

## 形態
体長オス38．0㎜ー70．0㎜飼育下65．0㎜(2005年)メス28．4㎜ー30．5㎜ジャワ島のノコギリクワガタの中で、もっとも美しいとされるクワガタであり、細身の体と橙・赤色に彩られている縁が良い雰囲気を出している。
内歯は3対。大きさによって変わってくる可能性がある。形態は多少ウォレスノコギリクワガタ、ビソンノコギリクワガタに近いが、大アゴの形状のほか、本種は体色でも見分けられる。

## 生態
標高1500ｍ付近に住み、人目に付かないジャングルに生息する。
- 暑さには極端に弱く、寒く暗い場所を好む。

細い枝につくことが多い。

## 分布
インドネシア・ジャワ島、スマトラ島

## 飼育
- 昔は入手すること自体困難で、流通がかなり少なかったが、最近では少ないが昔に比べて入手が容易になった。

その希少さから飼育する愛好家は少なく、生態がほとんどわかっていないのは事実である。